# Paçoca (dolce)

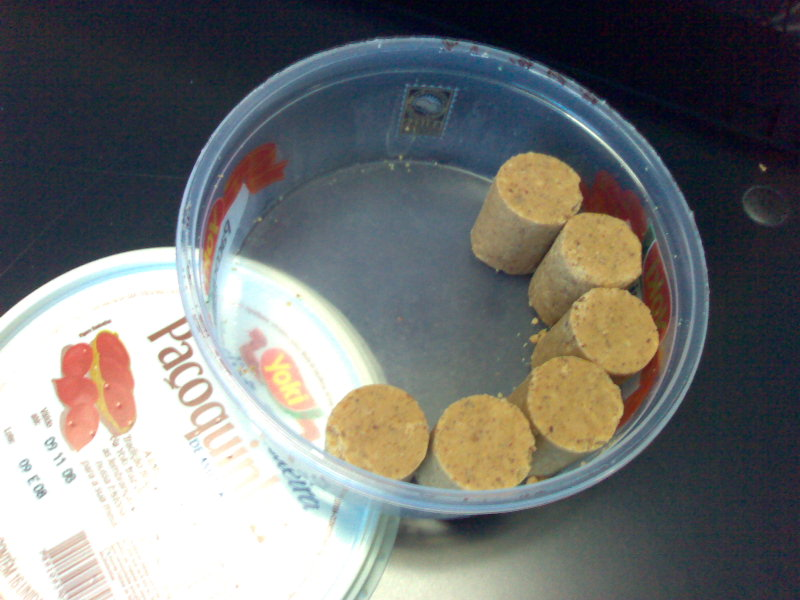
Paçoquinha di arachide del tipo "a tappo"

La Paçoca (dal tupi po-çoc, "sbriciolare") è un dolce tradizionale brasiliano, a base di arachide, farina di mandioca e zucchero, tipico dell'alimentazione rurale degli stati di Paraná, Minas Gerais e São Paulo.
Abitualmente, si prepara per essere consumata durante la Settimana Santa e nelle festas juninas, che sono celebrate in corrispondenza del solstizio d'inverno (in giugno, nell'emisfero australe). La preparazione della paçoca per la Settimana Santa, va oltre l'alimentazione in sé, ma rappresenta un rituale cristiano che celebra l'amore e l'armonia della famiglia, in cui si privilegia l'altruismo. Esistono numerose forme di paçocas industriali che sono vendute e consumate durante tutto l'anno. Tra queste, ci sono quelle chiamate tipo rolha (perché la forma ricorda quella del tappo di una bottiglia, in portoghese "rolha"), vendute in forma di cilindretti e con un colore che in un certo modo assomiglia ai tappi di sughero.
Ne esistono altre presentazioni commerciali, a forma mattoncino più o meno grande, e con un grado più o meno affinato di sbriciolamento del seme di arachide tostato, che è l'ingrediente principale.